# 9833 Rilke
9833 Rilke eller 1982 DW3 är en asteroid i huvudbältet som upptäcktes den 21 februari 1982 av den tyske astronomen Freimut Börngen vid Tautenburg-observatoriet. Den är uppkallad efter poeten Rainer Maria Rilke.
Asteroiden har en diameter på ungefär 3 kilometer.